# 陈叔谟
陳叔谟（？－605年后），字子轨，陳宣帝陈頊第二十九子。

## 母
吴姬，陈宣帝的妃嫔。

## 生平
至德四年（586年）二月十五丙申日，陳后主立陳叔谟为巴东王。祯明三年（589年），陈朝灭亡，陳叔谟入隋。大业年间为岍阳令。